# Леді тротуарів
Леді тротуарів (англ. Lady of the Pavements) — американська драма режисера Девіда Ворк Гріффіта 1929 року.

## Сюжет
Відчуваючи огиду, що його наречена, Діана зраджує йому, Карл говорить, що він краще б одружився з «леді з мостової», ніж з нею. Щоб повернутися до нього, Діана підмовляє Нанон, співачку в барі, щоб видати себе за іспанку з жіночого монастиря, щоб обдурити його.

## У ролях
- Лупе Велес — Нанон дель Рей
- Джетта Гудаль — графиня Діана Гранж
- Альберт Конті — барон Фіно
- Джордж Фосетт — барон Гаусман
- Генрі Арметта — папа П'єр
- Вільям Бейкуелл — піаніст
- Франклін Пенгборн — місьє Дабрей, танцюрист
- Вільям Бойд — граф Карл фон Арнім
- Вільгельм фон Брінкен — прусський дипломат
- Пауль Вайгель — прусський дипломат